# Фыньси
Фыньси́ (кит. упр. 汾西, пиньинь Fénxī) — уезд городского округа Линьфынь провинции Шаньси (КНР).

## История
При империи Северная Ци эти места входили в состав уезда Линьфэнь (临汾县). При империи Северная Чжоу из него был выделен уезд Синьчэн (新城县), а при империи Суй в 583 году — уезд Фэньси. В 590 году уезд Синьчэн был присоединён к уезду Фэньси.
В 1949 году был создан Специальный район Линьфэнь (临汾专区), и уезд вошёл в его состав. В 1954 году Специальный район Линьфэнь был объединён со Специальным районом Юньчэн (运城专区) в Специальный район Цзиньнань (晋南专区). В 1958 году уезд Фэньси сначала был объединён с уездом Хосянь в уезд Хофэнь (霍汾县), а затем был присоединён к уезду Хунтун. В 1961 году уезд Фэньси был воссоздан. В 1970 году Специальный район Цзиньнань был расформирован, а вместо него образованы Округ Линьфэнь (临汾地区) и Округ Юньчэн (运城地区); уезд вошёл в состав округа Линьфэнь.
В 2000 году постановлением Госсовета КНР округ Линьфэнь был преобразован в городской округ Линьфэнь.

## Административное деление
Уезд делится на 5 посёлков и 3 волости.